# Amorphis
Amorphis — фінський музичний проєкт, що зміг поєднати дез-метал з елементами прогресивного року 70-х і психоделії. Гурт отримав свою назву від грец. άμορφος — аморфний, що не має форми.

## Історія гурту
Засновниками гурту були гітарист Еса Холопайнен і ударник Ян Рехбергер. Це сталось у 1990 році, коли ця парочка досить швидко знайшла собі вокаліста, що також володів і гітарою, — Томі Койвусаарі. Через короткий час з'явився і басист, ним став Оллі-Пекка Лайне. Хлопці відразу взялися до роботи і записали своє перше демо, Disment of Soul. Плівка виявилася настільки сильною, що до Amorphis виявив цікавість американський лейбл «Relapse Records», який запропонував хлопцям контракт на запис відразу декількох альбомів. Одразу ж було записано шість треків.
Зібравши всю свою енергію, музиканти розпочали роботу над своїм першим студійним альбомом The Karelian Isthmus. Платівка, названа так на честь поля, на якому відбулася одна з найвідоміших в історії Фінляндії битв, мала вже більше думовий саунд, доповнений ефірними синтезаторами.
Диск отримав захоплені відгуки в музичній пресі і дуже добре продавався, що спонукало «Relapse Records» видати ранні композиції у вигляді міні-альбому Privilege Of Evil. Тоді ж у гурті з'явився ще один музикант — клавішник Каспер Мартенсон. З 1994 року Amorphis стали виконувати клавішно-орієнтований прогрессив-дез-метал. Другий альбом, Tales From A Thousand Lakes, був заснований на фінському народному епосі «Калевала». Диск також включав кавер Light my fire від «Doors». Платівка виявилася дуже успішною, і за Amorphis закріпилася слава культового гурту. Команда довгий час провела на гастролях, виступаючи в Сполучених Штатах у компанії з Entombed, а в Європі — разом з Tiamat. У 1995-му почалися зміни в складі. Спочатку Рехбергера за ударними змінив Пекка Касар. Потім у команді з'явилися новий клавішник Кім Рантала (екс-Stone) і новий вокаліст Пасі Коскінен.
Робота над новим альбомом займала багато часу і утворену «дірку» вирішено було заткнути міні-альбомом, куди ввійшли раніше не видані треки. Вихід повнометражного студійника Elegy, що базувався на пам'ятці фінською літератури «The Kanteletar», став поворотним моментом в історії Amorphis. Від дезу тут практично нічого не залишилося, зате прогресиву, змішаного з фолком, було більш ніж вдосталь.
У 1997-му вийшов EP, що містив кавери стареньких прог-гуртів Hawkwind («Levitation») і Kingston walls («And I Hear You Call»). Залишок року команда провела в гастролях (в основному у Фінляндії та Німеччині), а потім раптово зникла з поля зору. Наприкінці 1998-го Amorphis вийшли з тіні, оголосивши про роботу над новим альбомом. До того часу з гурту пішов Кім Рантала, який захопився техно, а новим клавішником став Сантері Калліо. Диск Tuonela, що з'явився в продажу лише у 1999 році, став логічним продовженням свого попередника, замішаний, як завжди, на фінському фольклорі.
Наступна студійна робота колективу, Am Universum, дебютувала у фінських чартах на четвертій позиції. Після цього відбулось глобальне північноамериканське турне в компанії з Opeth. Навесні 2002 року втомлений від гастролей Пекка Касар оголосив про свій вихід з Amorphis, і незабаром стало відомо, що на його місце повертається Ян Рехбергер.
Наступний альбом Far From The Sun вийшов у 2003 році. Через деякий час місце вокаліста зайняв Томі Йоутсен (екс-Nevergreen). Так сформувався нинішній (на 2010 рік) склад гурту: Рехбергер-Етелявуорі-Койвусаарі-Холопайнен-Калліо-Йоутсен. Звучання пройшло через певні зміни, зокрема, знову з'явився гроул — усі вокальні партії виконує Томі Йоутсен. Новий склад випустив альбоми Eclipse (2006), Silent Waters (2007) і Skyforger (2009). Ці альбоми поєднує не лише схожість у загальному музичному звучанні, але й концептуальна текстова складова. Кожен з альбомів присвячений одному з героїв «Калевали», а самі тексти є перекладами на англійську мову віршів фінських поетів. Так «Eclipse» розповідає історію богатиря Куллерво на слова Пааво Хаавікко. Головним героєм альбому «Silent Waters» є Леммінкяйнен, а тексти належать сучасному фінському поету Пекка Каінулайнену. На віршах того ж таки Каінулайнена побудовано й альбом «Skyforger», героєм якого є Ілмарінен.
У вересні 2010 року побачив світ альбом — Magic & Mayhem — Tales From The Early Years, на якому гурт переграв старі пісні з трьох перших альбомів. у 2011 році вийшов альбом The Beginning of Times. Це також концептуальний альбом, що розповідає історію Вяйнямейнена, головного персонажа фінської міфології і фольклору. Згідно з «Калевалою», Вяйнямейнен був творцем світу.
У квітні 2013 року Amorphis випускають свій одинадцятий студійний альбом — Circle. Його продюсером виступив відомий в металічних колах Петер Тегтгрен, фронтмен гуртів Hypocrisy, Pain та ряду інших проєктів.
4 березня 2015 року було оголошено, що Amorphis починає записувати альбом у Fascination Street Studio, Еребру, Швеція, з продюсером Йенсом Богреном.
15 червня 2015 року було оголошено, що новий альбом отримав назву Under the Red Cloud. Він був випущений 4 вересня того ж року.
Випуск нового альбому супроводжувався світовим турне, починаючи з шоу в рідній для гурту Фінляндії, і продовжуючись в інших частинах Європи з Nightwish і Arch Enemy в листопаді 2015 року.
У квітні 2017 через розбіжності з менеджментом гурт покидає басист Ніклас Етелявуорі. На його місце повертається Оллі-Пекка Лайне. Так сформувався діючий (на 2018 рік) склад гурту: Рехбергер-Холопайнен-Лайне-Койвусаарі-Калліо-Йоутсен.
У листопаді 2017 року гурт вирушає в студію для запису свого нового 13-го за рахунком альбому. Продюсував альбом знову Йенс Богрен, який працював з гуртом над їхнім минулим альбомом Under The Red Cloud.
22 лютого 2018 року Amorphis оголосив про завершення запису. Альбому отримав назву Queen of Time. 23 березня 2018 року гурт випустив перший сингл з альбому під назвою «The Bee», а 20 квітня ще один — «Wrong Direction».
Queen of Time вийшов 18 травня 2018 року на лейблі Nuclear Blast.

## Концерти в Україні

### 2007 рік, 7 жовтня,Київ,Зелений театр. Сетліст
- 1. Leaves Scar
- 2. A Servant
- 3. Against Widows
- 4. Into Hiding
- 5. The Smoke
- 6. On Rich and Poor
- 7. Shaman
- 8. Karelia
- 9. Sign from the North Side
- 10. Silent Waters
- 11. Alone
- 12. My Kantele
- 13. The Castaway
- 14. House of Sleep
- 15. Black Winter Day

### 2013 рік, 21 вересня,Київ,Bingo. Сетліст
- 1. Circle Intro
- 2. Narrow Path
- 3. Sampo
- 4. Silver Bride
- 5. Against Widows
- 6. The Wanderer
- 7. My Kantele
- 8. Thousand Lakes
- 9. Drowned Maid
- 10. Nightbird's Song
- 11. The Smoke
- 12. You I Need
- 13. Hopeless Days
- 14. Black Winter Day
- 15. Skyforger Intro
- 16. Sky Is Mine
- 17. Into Hiding
- 18. House of Sleep

### 2019 рік, 05 березня,Київ,Bingo. Сетліст
- 1. The Bee
- 2. The Golden Elk
- 3. Sky Is Mine
- 4. Sacrifice
- 5. Message in the Amber
- 6. Silver Bride
- 7. Bad Blood
- 8. Wrong Direction
- 9. Daughter of Hate
- 10.Heart of the Giant
- 11.Hopeless Days
- 12.Black Winter Day
- 13.Encore: Death of a King
- 14.House of Sleep

## Склад
- Tomi Joutsen / Томі Йоутсен — вокал
- Esa Holopainen / Еса Холопайнен— гітара
- Tomi Koivusaari / Томі Койвусаарі — гітара
- Niclas Etelävuori / Ніклас Етелявуорі— бас
- Santeri Kallio / Сантері Калліо — синтезатори
- Jan Rechberger / Ян Рехбергер — ударні

## Дискографія

### Студійні альбоми
- The Karelian Isthmus (1992)
- Tales from the Thousand Lakes (1993)
- Elegy[en] (1995)
- Tuonela (1998)
- Am Universum (2000)
- Far from the Sun (2003)
- Eclipse (2006)
- Silent Waters (2007)
- Skyforger (2009)
- Magic & Mayhem — Tales from the Early Years (2010)
- The Beginning of Times (2011)
- Circle (2013)
- Under the Red Cloud (2015)
- Queen of Time (2018)
- Halo (2022)

### Сингли та EP
- Disment of Soul (1991)
- Amorphis (1991)
- Privilege of Evil (1993)
- Black Winter Day (1994)
- My Kantele (1997)
- Divinity (1999)
- Alone (2001)
- Day of Your Beliefs (2003)
- Evil Inside (2003)
- House of Sleep (2003)
- The Smoke (2003)
- Silent Waters (2007)
- Silver Bride (2009)
- Forging The Land Of Thousand Lakes (2010)
- The Bee (2018)
- Wrong Direction (2018)

## Відеографія
- Black Winter Day (1994, 03:46 хв.)
- My Kantele (1996, 05:41 хв.)
- Against Widows (04:17 хв.)
- Alone (2001, 04:19 хв.)
- Divinity (1999, 03:42 хв.)
- Evil Inside (2003, 03:22 хв.)
- House of Sleep (2006, 04:18 хв.)
- Silent Waters (2007, 04:00 хв.)
- Silver Bride (2009, 03:28 хв.)